# 贾森·史密斯 (1987年)
贾森·史密斯（英語：Jason Smyth，1987年7月4日—），爱尔兰男子田径运动员。他曾代表爱尔兰参加2008年、2012年、2016年和2020年夏季残疾人奥林匹克运动会田径比赛，获得六枚金牌。